# Bučje (Pakrac)
Pour les articles homonymes, voir Bučje.
Bučje est une localité de Croatie située dans la municipalité de Pakrac, comitat de Požega-Slavonie. Au recensement de 2001, elle comptait 29 habitants.